# Talca
Talca là một thành phố và khu tự quản Chile có cự ly khoảng 255 km (158 dặm) về phía nam của Santiago, và là thủ phủ của cả tỉnh Talca và vùng Maule (khu vực 7 của Chile). Của cuộc điều tra dân số năm 2002, thành phố có dân số 193.755 người.
Thành phố này là một trung tâm kinh tế quan trọng, với nông nghiệp (lúa mì) và các hoạt động sản xuất, cũng như sản xuất rượu vang. Nó cũng là nơi đóng trụ sở của Đại học de Talca và Đại học Công giáo Maule, trong số những người khác. Giáo hội Công giáo Talca đã tổ chức một vai trò nổi bật trong lịch sử của Chile.